# Iwanai
Iwanai (jap. 古平町 Iwanai-chō) – miasto w Japonii, w prefekturze Hokkaido, w podprefekturze Shiribeshi. Według danych na rok 2020 miejscowość zamieszkiwało 11 648 mieszkańców , a gęstość zaludnienia wyniosła 165 os./km².